# عليمون (جرش)
عليمون منطقة سكنية تقع في لواء قصبة جرش، محافظة جرش في الأردن. تنتمي المنطقة لقضاء برما الذي يضم 8 مناطق. يقدر عدد سكانها بـ 1036 نسمة حسب إحصاء 2015.

## الوصلات الخارجية
- دائرة الاحصاءات العامة